# 中国科学院上海有机化学研究所
中国科学院上海有机化学研究所（英語：Shanghai Institute of Organic Chemistry, Chinese Academy of Sciences），简称上海有机所，是中华人民共和国一家主要关注有机化学的专业研究机构，是中国科学院直属正局级单位，其前身为1928年正式创立于上海的国立中央研究院化学研究所。中国科学院“率先行动”计划将上海有机化学所定位为卓越创新中心。
上海有机化学研究所现有中国科学院院士9人，正高级科技人员86人，副高级科技人员144人。

## 历史
1927年11月20日，蔡元培主持召开中央研究院筹备会议，会议通过了《中华民国大学院中央研究院组织条例》并决定优先筹备设立理化实业研究所等四个研究机构。理化实业研究所分为物理组、化学组和工程组，主要关注基础科学研究，但也包括实用的工程学。1928年6月9日，中央研究院第一次院务会议在上海召开，蔡元培宣布中央研究院正式成立。院务会议之后不到一个月，理化实业研究所筹备工作即宣告完成。事实上，理化实业研究所正式成立之时就分为物理、化学和工程三个研究所，由王璡出任化学研究所所长。起初三个研究所合设于上海市霞飞路899号办公，后又一同搬至白利南路理工实验馆。抗日战争期间，化学研究所先后迁往昆明和重庆。1946年，化学研究所返回上海迁入岳阳路320号开展工作。
中华人民共和国成立后，中国科学院开始接收并改组中央研究院化学研究所。1950年5月，由原中央研究院化学研究所和原北平研究院化学所与药物所合并成立中国科学院有机化学研究所，是中国科学院最初的15个研究所之一。1952年，中国科学院生理生化研究所的有机化学组调入。1953年，药物研究室调出，组建中国科学院药物研究所（现为中国科学院上海药物研究所）。1956年，王葆仁领导的高分子化学组和钱人元领导的高分子物理组调出参建中国科学院化学研究所，成为那里的主要部分。
1968年，有机所划归国防科委，改名“国防科委十六研究院第十研究所”。1970年，研究所复归科学院，定名中国科学院上海有机化学研究所。

## 研究领域
研究所设有生命过程小分子调控全国重点实验室（原生命有机化学国家重点实验室）、金属有机化学全国重点实验室（原金属有机化学国家重点实验室）、先进氟氮材料全国重点实验室、中国科学院生物与化学交叉研究中心、沪港化学合成联合实验室等研究机构。研究所主办的学术期刊主要有《化学学报》和《有机化学》。

## 研究成果
- 铀、钍、锂等核燃料的萃取剂[24][25]
- 铀扩散分离机全氟润滑油[26]
- 人工全合成结晶牛胰岛素（第三完成单位）[27][28][29]
- 卫星、飞船等航天器有机温控涂层[30]
- 人工全合成酵母丙氨酸转移核糖核酸（第三完成单位）[31][32]
- 导弹、运载火箭、航天器等推进剂材料[33][34]

| 年度 | 项目名称                                                        | 获奖类别               | 链接                   |
| ---- | --------------------------------------------------------------- | ---------------------- | ---------------------- |
| 2002 | 物理有机化学前沿领域两个重要方面-有机分子簇集和自由基化学的研究 | 国家自然科学奖（一等） | （页面存档备份，存于） |
| 2006 | 金属参与的联烯化学中的选择性调控                                | 国家自然科学奖（二等） | （页面存档备份，存于） |
| 2007 | 一些氨基酸衍生物的反应、合成及性质研究                          | 国家自然科学奖（二等） | （页面存档备份，存于） |
| 2009 | 基于组合方法与组装策略的新型手性催化剂研究                      | 国家自然科学奖（二等） | （页面存档备份，存于） |
| 2010 | 具有重要生理活性的复杂糖缀合物的化学合成                        | 国家自然科学奖（二等） | （页面存档备份，存于） |
| 2012 | 基于边臂策略的立体化学控制与催化反应研究                        | 国家自然科学奖（二等） | （页面存档备份，存于） |
| 2013 | 基于手性膦氮配体的不对称催化                                    | 国家自然科学奖（二等） | （页面存档备份，存于） |
| 2016 | 高效不对称碳-碳键构筑若干新方法的研究                           | 国家自然科学奖（二等） | （页面存档备份，存于） |
| 2017 | 芳香化合物立体及对映选择性直接转化新策略                        | 国家自然科学奖（二等） | （页面存档备份，存于） |
| 2019 | 氧化氟烷基化反应                                                | 国家自然科学奖（二等） | （页面存档备份，存于） |

## 历任所长
中央研究院化学研究所（1928年-1949年）
- 王琎（1928年-1934年）
- 庄长恭（1934年-1938年）[35]
- 任鸿隽（1938年-1942年）[36]
- 吴学周（1942年-1949年）[37]

中国科学院上海有机化学研究所（1950年-）
- 庄长恭（1950年-1962年）
- 汪猷（1962年-1984年）
- 黄维垣（1984年-1987年）
- 王志勤（1987年-1988年）
- 惠永正（1988年-1991年）
- 林国强（1993年-1999年）
- 郑崇直（1999年-2001年）
- 姜标（2001年-2009年）
- 丁奎岭（2009年-2019年）
- 唐勇（2019年-2025年）
- 胡金波（2025年-）